# Ősök
Az Ősök (vagy Alteraiak, ahogy önmagukat hívják) egy faj a Csillagkapu filmsorozatban.
Az Ősök építették fel a csillagkapuk rendszerét. Dr. Daniel Jackson számos írásukat lefordította, és a CSK-1-gyel a „kapuépítők” nyomába eredt a csillagkapun át. Minden rendelkezésre álló információ szerint megjelenésük alapján emberek, különleges képességekkel, hosszú élettartammal, és rendkívül fejlett technológiával. Eredetileg egy másik galaxisban éltek, majd mikor a technológiájuk elérte azt a pontot, mikor űrhajókat tudtak építeni, elindultak, hogy felfedezzék az Univerzumot. Így jutottak el a Tejútrendszerbe.
Az Ősök felfedezték galaxisunkat, majd egy szerkezet által (mely a Dakarán található) életet teremtettek benne. Ezekre a világokra mind csillagkapukat építettek, hogy könnyebbé tegyék a bolygók közötti közlekedést.
|  | Alább a cselekmény részletei következnek! |

Fejlődésükben odáig jutottak, hogy elértek a létezés egy magasabb síkjára, ahol tiszta energiaként élhettek. Ez időszak előtt elhagyták a Földet, és a Pegazus galaxisba költöztek repülő városukkal, Atlantisszal. Már a Földről való távozáskor fejlettebbek voltak, mint az Asgard napjainkban. Itt is elindították az emberi faj evolúcióját, aminek kellemetlen következményeként egy, az övékénél alig fejletlenebb faj, a lidérc is kifejlődött. Hosszú védekező háborúra kényszerültek ellenük, melynek részeként a várost az óceán mélyére süllyesztették. Később Atlantis közeledő veresége láttán visszatértek a Földre, a város pedig az óceán mélyén várta visszatérésüket.
A Pegazus galaxisban lévő csillagkapuk közül csak az Atlantiszinak a tárcsázójában volt meg az az eszköz amivel képesek a kapu nyolcadik ékzárját kódolni, és így más galaxisokat elérni. Ez nagy előny volt a lidércekkel szemben, ugyanis a lidércek hajói túl lassúak a galaxisok közötti hatalmas távolságok megtételéhez, és mivel nem tudták elérni az Atlantisz tárcsázóját, képtelenek voltak a megmaradt Ősöket követni a Tejútrendszerbe, a Földre.
Miután az atlantiszi Ősök visszatértek a Tejútrendszerbe, egy titokzatos kór miatt teljesen kihaltak, azonban a fejlettségi szintjüknek hála képesek voltak egy magasabb létezési síkra emelkedni. Közülük egy Myrddin nevű Ős a történelmi Merlin varázsló lett. Másikuk segített Elizabeth Weirnek abban, hogy az Atlantiszra történő sikertelen misszió után, és miután egy időgéppel visszautazott az Ősök Atlantiszába, hibernálják. Az Atlantiszról szóló történeteket valószínűleg a Földre menekült Ősök terjesztették el az emberek között, továbbá ők segítették elő a tudományok kifejlődését. Ezzel magyarázható, hogy a latin nyelv nagyon hasonló az Ősök nyelvéhez.
Az ötödik évad végén Daniel Jackson sugárfertőzést kap a Langara bolygón (Jonas Quinn otthona), és meghal. Az Oma Desala nevű Ős segítséget nyújt a felemelkedéshez, akivel Daniel régebben már találkozott a Kheb bolygón. Oma segítségével Jackson csatlakozhat az Ősökhöz, de később lemond erről, hogy megmentse a Földet Anubisz támadásától. Mivel a felemelkedett lények szigorú törvényeik értelmében nem szólhatnak bele semmilyen formában sem a többi, alsóbbrendű, még nem felemelkedett lény életébe, ezért Danielt, aki a CSK-1 segítségére sietett, száműzik, elfelejtetve vele minden tudást, amit tőlük tanulhatott.
Az Ősök a Négyek szövetségének tagja volt. A csillagkapukon kívül az Ősök hátrahagytak számos egyéb létesítményt is. Dakara bolygóján egy galaxis-szerte pusztítani képes fegyvert (ugyanez képes életet is teremteni, ugyan ezzel népesítették be a Tejútrendszert), előörsöt az Antarktiszon, Atlantisz városát a Pegazus galaxisban, és számos egyéb apró eszközt.

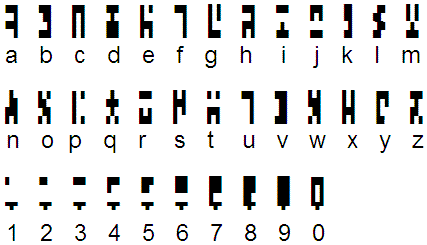
Az Ősök írási rendszere

A Stargate SG-1-ben szereplő többi fajhoz hasonlóan, az Ősök is megjelennek a Föld korábbi civilizációiban, ez esetben a Római Birodalomban. Őket illették az „utak építői” jelzővel, és nyelvük alapja megtalálható a latin nyelvben. Az utolsó érintkezés az Ősök és a Föld között tízezer évvel ezelőtt történt, amikor az Atlantiszról a Földre visszatértek, még Róma alapítása előtt. A Stargate SG-1 hatodik évadjában megtalálnak egy fagyott Őst az Antarktiszon, aki egy rejtélyes kórban szenvedett. Miután megfertőződött tőle a CSK-1-es csapat, meggyógyította (saját gyógyításával nem törődve) őket fejlett képességeivel, majd meghalt. Az Ősök emberi kultúrára gyakorolt hatása még homályos. Az egyik elmélet szerint az Ősök visszatértével kezdődött meg az emberré válás második evolúciója, és az emberek egyes csoportja kifejleszthetett kezdetleges Ős-szerű mentális képességeket, ezáltal az Ősök utódjaivá válva.
Azon Ősök, akik név szerint is említve vannak a sorozatban:
- Ayiana
- Chaya/Athar
- Janus
- Oma Desala
- Orlin
- Shifu
- Moros
- Ganos Lal / Morgan Le Fay
- Merlin

## Technológia

### Zéró Pont Modul
A Zéró Pont Modul, rövidítve ZPM egy Ős energiaforrás, erőforrás. A ZPM alapvetőleg egy másik tér-időbe nyíló szubtéri kapcsolat segítségével nyer hosszú távra tartós és stabil energiát. Ennek az energiának a segítségével kódolható a 8. és a 9. ékzár (lásd: Csillagkapu (eszköz) ), így más galaxisba nyitható féregjárat, illetve ennek az energiának a segítségével húzható fel Atlantisz pajzsa és indíthatók el a város hipertér-hajtóművei is.